# Професійний шоппер
Персона́льний шо́ппер (від англ. personal shopper) — персональний шоп-асистент, консультант, як правило, має освіту дизайнера, стиліста, закрійника. Найнятий агентством, приватною особою або торговельною організацією для персонального обслуговування клієнтів. Супроводжує покупця по магазинах і дає професійні рекомендації щодо вибору покупок. Найбільш поширений напрямок роботи — мода і стиль. Стилісти, імідж-дизайнери допомагають з вибором одягу та аксесуарів. Однак, останнім часом у Західній Європі все частіше з'являються персональні шопери, що спеціалізуються на меблях, антикваріатах, блошиних ринках і т. д.
Як правило, виділяють незалежних персональних шоперів і найнятих безпосередньо великими магазинами. Незалежні особисті шопери працюють на себе або на агентство і послуги оплачує клієнт, який їх найняв. Послуги персонального шопера в магазині повністю або частково оплачуються магазином, в якому вони працюють.
Попит на таку послугу класу люкс існує у великих світових мегаполісах. Професійні шоппери часто складають одиноким покупцям хорошу компанію (їх комунікативні якості дуже цінуються), і, звичайно, допомагають орієнтуватися у світі моди. Як правило встановлюється мінімальна сума покупки (від 10,000 рублів, у більшості агентств від 30,000 і навіть від 70,000). Асистент одержує у результаті 5-10 % комісійних.
Робота незалежного персонального шопера полягає в аналізі потреб клієнта, розробці маршруту походу по магазинах з урахуванням бюджету клієнта, наявності необхідних моделей і розмірів одягу і взуття. Завдання професійного персонального шопера — допомогти клієнту обрати речі, відповідають запитам клієнта, в гармонії з його стилем і морфологією, заощадивши при цьому час клієнта.
Особливою популярністю користуються послуги персональних шоперів в Парижі, Мілані, Лондоні.